# Zuurgraad van de bodem

Wereldkaartje met bodemzuurgraadpatronen. Rood = zure grond; geel = neutrale grond; blauw = basische grond; Zwart = zuurgraad onbekend.

De zuurgraad van de bodem is een maat voor het zuurgehalte van grond, gewoonlijk uitgedrukt in getalwaarde, de pH. De zuurgraad bepaalt tezamen met de in de bodem voorkomende nutrienten,  mineralen, vochtigheid en grondsamenstelling, de kwaliteit van grond. Een lezing hiervan wordt een bodem- of grondanalyse genoemd. Deze grondkwaliteit bepaalt een natuurlijke staat van de bodem waarin bepaalde flora en fauna en de daarmee samenhangende ecologische processen gedijen.
Schommelingen in omstandigheden, zoals dag en nacht, het weer, of seizoensveranderingen leiden tot fluctuaties in de bodemanalyse met tijdelijke schommelingen in ecologische processen als gevolg. Echter, structurele veranderingen, zoals zure regen als gevolg van klimaatverandering en vervuiling kunnen tot permanente veranderingen leiden in met name de zuurgraad van de bodem, met een radicale impact op de ecologie.